# Tarabuco
Tarabuco è un comune (municipio in spagnolo) della Bolivia nella provincia di Yamparáez (dipartimento di Chuquisaca) con 20.058 abitanti (dato 2010).

## Cantoni
Il comune è suddiviso in 2 cantoni (popolazione 2001).
- Pajcha - 1.016 abitanti
- Tarabuco - 18.538 abitanti